# سربازرس بنکس
سربازرس بنکس (انگلیسی: DCI Banks) یک مجموعه تلویزیونی درام جنایی بریتانیایی است که مابین سال‌های ۲۰۱۰ تا ۲۰۱۶ از شبکهٔ آی‌تی‌وی پخش شد.

## بازیگران
- استفن تامپکینسون
- جک دیم
- ساموئل اندرسون
- شان دینگوال
- کارولین کتز
- فیلیپ جکسون